# Milan Vukelić
Milan Vukelić (* 2. Januar 1936 in Novi Sad; † 4. September 2012 in Belgrad) war ein jugoslawischer Fußballnationalspieler.

## Werdegang
Vukelić begann seine aktive Karriere 1955 beim FK Vojvodina Novi Sad und bestritt bis 1957 für den Verein 25 Spiele, in denen er zehn Tore erzielte. Nach dem Wechsel zu JSD Partizan Belgrad bestritt er in elf Jahren 434 Spiele für den Verein, darunter 153 Ligaspiele. Er schoss 136 Tore, davon 30 in der ersten Liga. 1961 bis 1963 und 1965 gewann er mit der Mannschaft viermal den jugoslawischen Meistertitel. Im Europapokal der Landesmeister 1965/66 schaffte es Vukelić mit der Mannschaft bis ins Finale. In diesem Finale am 11. Mai 1966 im Heysel-Stadion von Brüssel wurde er nicht eingesetzt und die Mannschaft verlor 2:1 gegen Real Madrid.
1956 kam Vukelić in der  B-Nationalmannschaft Jugoslawiens einmal zum Einsatz. Am 15. September 1957 debütierte er in der A-Nationalmannschaft in Belgrad beim Spiel gegen Österreich, welches 3:3 endete. Sein drittes und letztes Spiel für die Nationalmannschaft bestritt er am 25. Oktober 1964 gegen Ungarn in Budapest.
Nach dem Ende seiner aktiven Karriere übernahm er einen Trainerposten bei Partizan und arbeitete zeitweise als Sportlehrer an der Militärschule Belgrad. Nach neun Jahren übernahm er das Training des Nachwuchses bei Partizan und betreute die Mannschaften bis ins hohe Alter.

## Erfolge
- Jugoslawischer Meister: 1961, 1962, 1963, 1965